# M-kontoplan
M-kontoplanen, egentligen Mekanförbundets normalkontoplan, är en kontoplan för bokföring.

## Historik
M-planen utvecklades av Sveriges Mekanförbund på 1940-talet och tillsammans med idéerna i Enhetliga principer för självkostnadsberäkningar (EP) från 1930-talet blev systematiken i M-kontoplanen en standard för tillverkande företag. Den var indelade i tio kontogrupper, där kontoklasserna 0, 1, 8 och 9 var inriktade mot affärsbokföringen och därför var underlag inför upprättandet av årsredovisning. Planen var dock främst inriktad mot företagens interna behov av information och klasserna 2-7 riktade sig mot självkostnadsbokföring.
På 1970- och 1980-talen blev M-planen mera sällsynt och ersattes då av BAS-kontoplanen.

## Struktur
- 0 Aktiva och passiva (dels vilande, dels arbetande konton - debiteringar och krediteringar)
- 1 Redovisade utgifter (debiteringar)
- 2 Fördelade kostnader (förbrukning m m - krediteringar)
- 3 Till mellanledet (omkostnader m m - debiteringar)
- 4 Till mellanledet (fördelade omkostnader m m - krediteringar)
- 5 Till tillverkningen (tillverkningskostnader - debiteringar)
- 6 Från tillverkningen (avstämning - krediteringar)
- 7 Sålda varors kostnad, lageringång från tillverkningen, m m (prestationer - debiteringar)
- 8 Redovisade inkomster (krediteringar)
- 9 Resultatanalys och bokslut (debiteringar och krediteringar)